# Korfui nyilatkozat
A korfui nyilatkozat (szerbhorvátul: Krfska deklaracija/Крфска декларација) Nikola Pašić szerb miniszterelnök és a Jugoszláv Bizottság elnöke, Ante Trumbić közötti, a görögországi Korfu szigetén 1917. július 20-án kötött megállapodás eredménye volt. Célja az volt, hogy az első világháború után Szerbiában, Montenegróban és Ausztria-Magyarországon élő délszlávok számára megteremtse a jövőbeli közös állam egyesítésének módját és lehetőségét. Oroszország azon döntése, hogy a februári forradalmat követően megvonja Szerbia diplomáciai támogatását, valamint az, hogy a Jugoszláv Bizottság elhatárolódott az Ausztria-Magyarországon elindított trialista reformkezdeményezésektől, mindkét felet arra ösztönözte, hogy megpróbáljanak megegyezni.
Pašić és Trumbić álláspontja kezdetben eléggé eltérő volt. Pašić a centralista kormányzás mellett, Trumbić pedig a szövetségi állam mellett érvelt, jelentős jogköröket hagyva a szövetségi egységekre és megóvva a nemzeti jogokat. Az így létrejött nyilatkozat elhallgatta a kormányzati rendszer ügyét. Kompromisszumként csak annyit határoztak meg, hogy a közös Szerb–Horvát–Szlovén Királyság alkotmányos monarchia lesz, amelyet az akkor regnáló szerb Karađorđević-dinasztia irányít, és a legtöbb kérdést egy jövőbeli alkotmányozó nemzetgyűlés elé utalta. A 35 napig tartó megbeszélés során Trumbić nem sok támogatást kapott álláspontjához a Jugoszláv Bizottság többi tagja részéről, akiket az 1915-ös londoni egyezmény értelmében területeket igénylő Olaszország jelentette fenyegetés foglalkoztatott.

## Előzmények
Az első világháború idején Ausztria-Magyarország délszláv lakossága (a horvátok, a szerbek, a szlovének és a bosnyákok) által lakott részein egyre erősödő igény alakult ki egy trialista reform, illetve a birodalomtól független délszlávok közös államának létrehozása érdekében. Ezt a közös államot a jugoszláv eszmék megvalósításával és a Szerb Királysággal való egyesüléssel akarták elérni.

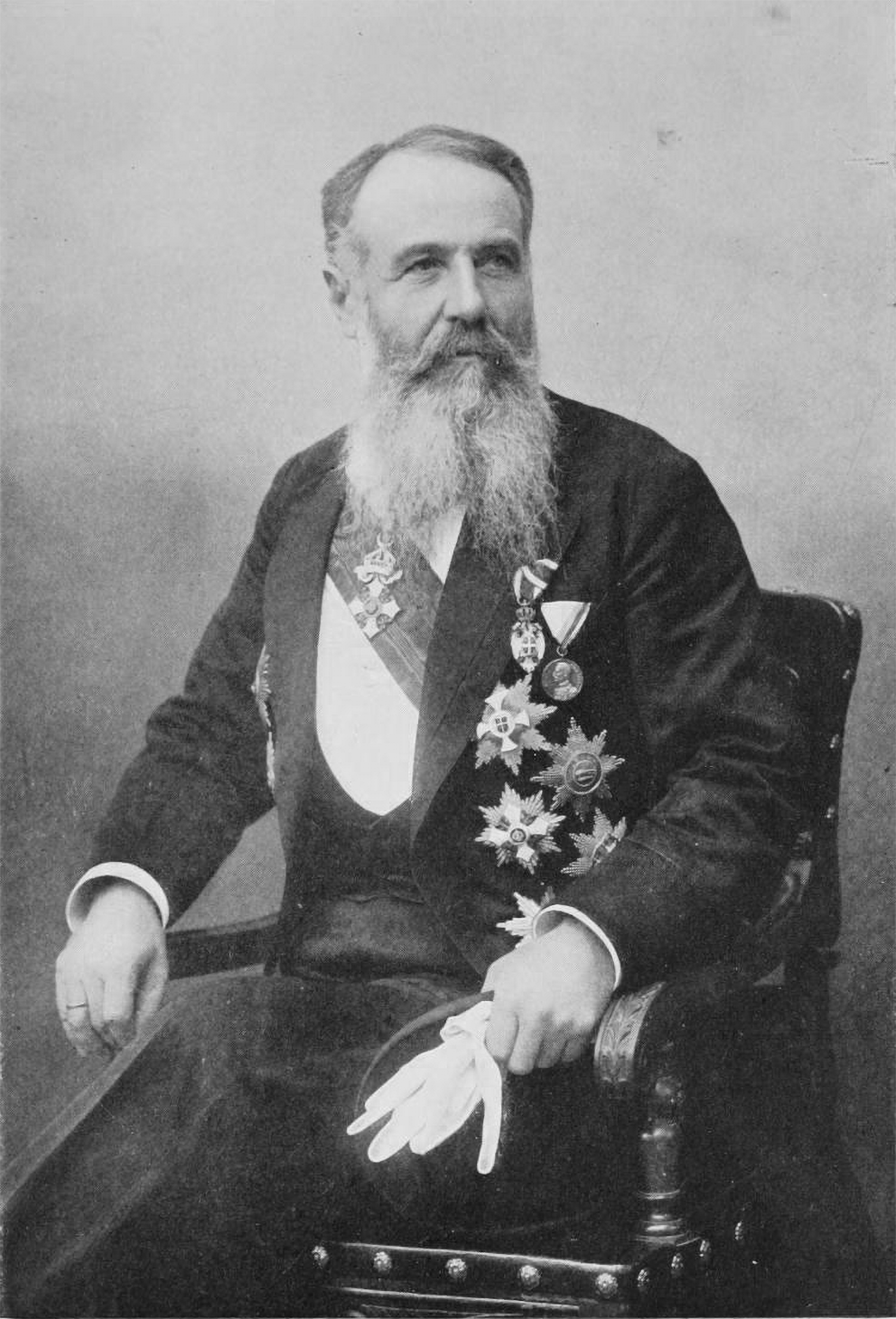
Nikola Pašić

Szerbia a háborút a területi terjeszkedés lehetőségének tekintette. A háborús célok meghatározásával megbízott bizottság programot szerkesztett a Habsburg-Birodalom délszlávok lakta részein – Horvát-Szlavónország, a Szlovén földek, a Vajdaság, Bosznia-Hercegovina és Dalmácia – egy szélesebb körű délszláv állam létrehozására, melyet a területek Szerbiához való csatolásával akartak elérni. Szerbia Nemzetgyűlése 1914. decemberi niši nyilatkozatában nemzeti háborús célként hirdette meg a „felszabadítatlan testvérek” felszabadításáért és egyesítéséért folytatott küzdelmet. A három antanthatalom (az Egyesült Királyság, Franciaország és Oroszország) azonban ekkor még a Német Birodalom befolyásának ellensúlyaként Ausztria-Magyarország további megtartását részesítette előnyben, mely sértette kitűzött a délszláv célt. 1915 végén az egyesített osztrák-magyar, német és bolgár erők legyőzték és elfoglalták Szerbiát, és arra kényszerítették kormányát és megmaradt csapatait, hogy Albánián, és az antant segítségével az Adriai-tengeren keresztül Korfu szigetére vonuljanak vissza.

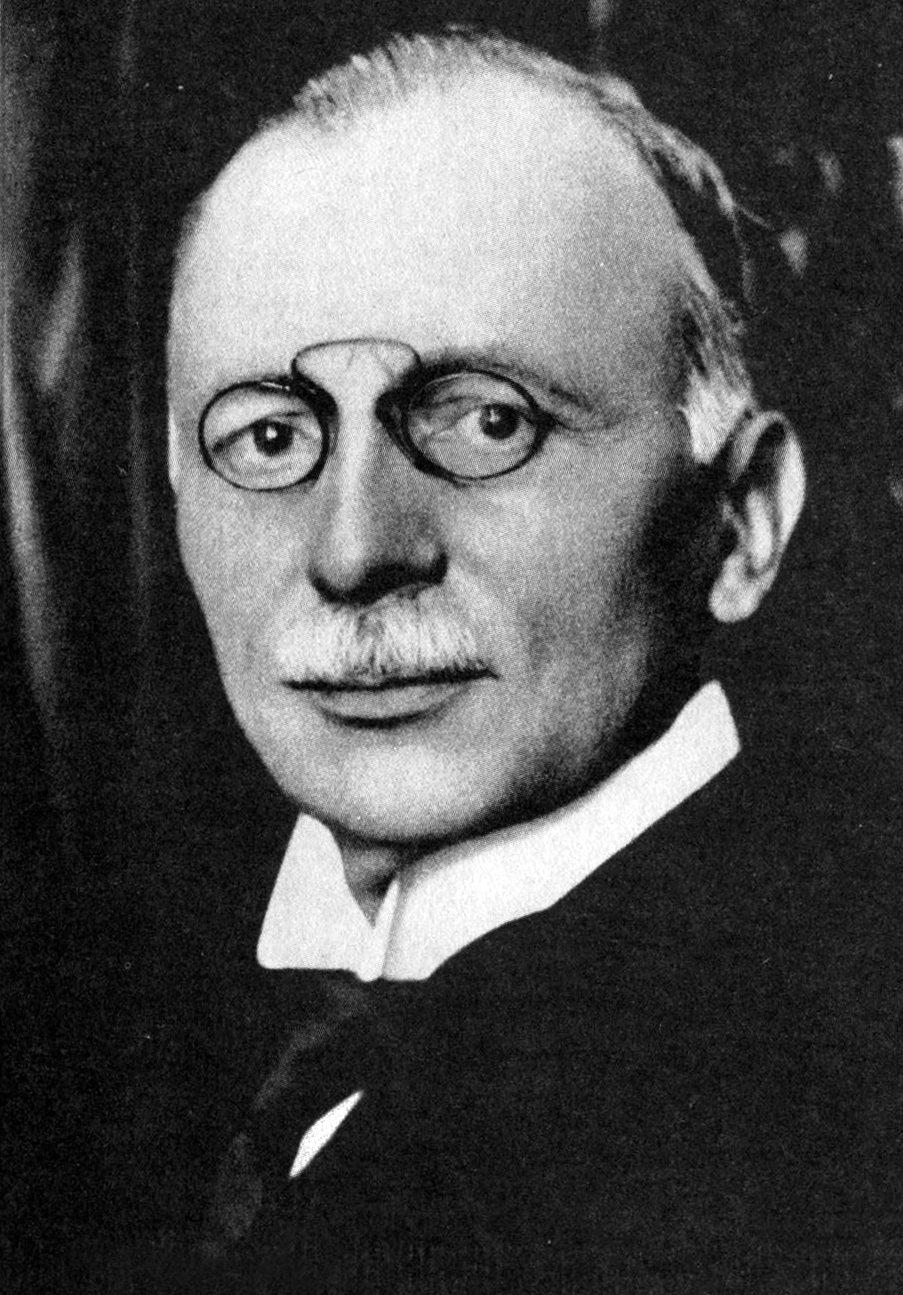
Ante Trumbić

1915 áprilisában a délszláv eszme képviseletére ad hoc csoportként létrehozták a Jugoszláv Bizottságot, amely azonban hivatalos felhatalmazással nem rendelkezett. A részben a szerb kormány által finanszírozott bizottság osztrák-magyar értelmiségiekből és politikusokból állt, akik azt állították, hogy a délszlávok érdekeit képviselik. A bizottság elnöke Ante Trumbić volt, de a legkiemelkedőbb tagja, a Horvát-Szlavónországban uralkodó horvát–szerb koalíció társalapítója, Frano Supilo volt. Supilo egy Szerbiából (beleértve a Vajdaságot), Horvátországból (beleértve Horvát-Szlavónországot és Dalmáciát), Bosznia-Hercegovinából, Szlovéniából és Montenegróból álló föderációt szorgalmazott.
1917. május 30-án a bécsi Birodalmi Tanács délszláv tagjai Anton Korošec szlovén néppárti politikus elnökével megalapították a Jugoszláv Klubot. A Jugoszláv Klub a Birodalmi Tanács elé terjesztette a májusi nyilatkozatot – egy kiáltványt, amely a horvátok, szlovének és szerbek által lakott Habsburg-földek egyesítését követelte egy demokratikus, szabad és független állam keretei között, de továbbra is a Habsburg-dinasztia uralma alatt. A követelés a nemzeti önrendelkezés elvére és a horvát állami jogra hivatkozva fogalmazódott meg.

## A korfui tárgyalások
A májusi nyilatkozatot akkor adták ki, amikor az antant még kereste az Ausztria-Magyarországgal való különbéke megteremtésének és ezáltal Németországtól való elszakadásának módjait. Ez problémát jelentett a Korfu szigetére száműzött szerb kormány számára. A különbéke megvalósulása megnövelte volna a délszláv probléma birodalmon belüli trialista megoldásának lehetőségét, megakadályozva a szerb háborús célkitűzések teljesítését. Nikola Pašić szerb miniszterelnök, aki a februári forradalom óta nem kapott nagyobb orosz diplomáciai támogatást, úgy érezte, hogy kénytelen megegyezésre jutni a Jugoszláv Bizottsággal.
A Jugoszláv Bizottság is nyomás alá került. Ugyan azt állította, hogy az Ausztria-Magyarországon belüli délszlávok nevében beszél, de valójában a saját érdekeit képviselte. A májusi nyilatkozat kihívást jelentett a Jugoszláv Bizottság és Szerbia kormánya számára azzal, hogy megfosztotta őket a délszláv egyesülési folyamat kezdeményezésétől. Ez mindkét felet arra késztette, hogy prioritásként kezeljék az Ausztria-Magyarországon és azon kívüli délszláv területek egyesítésének programját.

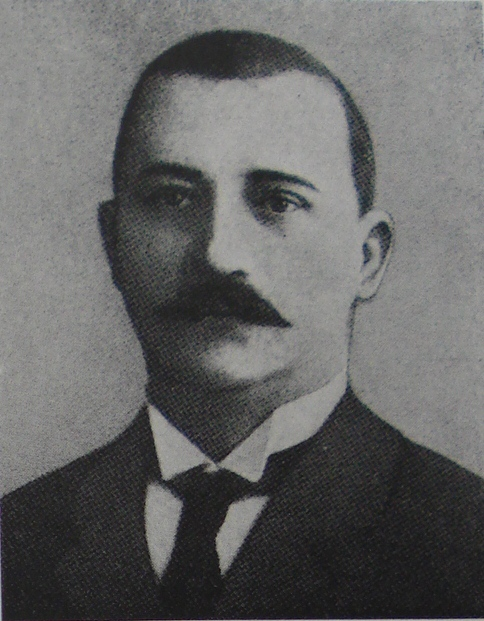
Frano Supilo

Annak ellenére, hogy a tárgyalásokat részben a szerb kormány finanszírozta, a Jugoszláv Bizottság nem értett vele egyet az egyesülés módját és a kormányzati rendszert illetően. Ez a konfliktus Pašić és Supilo közötti nézeteltérésből eredt. Pašić a belgrádi központú kormányzást szorgalmazta, míg Supilo föderációt akart, és Pašićot azzal vádolta, hogy egy nagy-szerbiai menetrendet képvisel. Amikor Pašić 1917 májusában megbeszélésekre hívta a Jugoszláv Bizottságot, Supilo óva intett a megbeszélésektől anélkül, hogy először meghatározná a szerb szándékokat.
A bizottság tagjai közben megtudták, hogy az antant, hogy Olaszországot az antanthoz való csatlakozásra csábítsa, a londoni egyezmény értelmében az osztrák-magyar terület egy részét – a szlovén területeket, Isztria és Dalmácia egyes részeit – Olaszországnak ígérte. A bizottsági tagok többsége dalmáciai volt, és a londoni egyezményt olyan fenyegetésnek tekintették, amelyet csak Szerbia segítségével lehetett ellensúlyozni, ami arra késztette őket, hogy elfogadják Pašić korfui meghívását. Supilo tiltakozásul lemondott bizottsági tagságáról.

A konszenzus elérése érdekében, annak ellenére, hogy a tervezett közös állam kormányzati rendszerével kapcsolatban gyökeresen eltérő nézetek uralkodtak, június 15. és július 20. között ülések sorozatát tartották. A tárgyaló felek nem bíztak egymásban. A Jugoszláv Bizottság álláspontját a helyi autonómiákra, jogintézményekre, föderalizmusra és a horvát államjobbra alapozta, a szerb kormány azonban az „ellenség” (értsd: Ausztria-Magyarország) elleni küzdelem maradványainak tekintette ezeket az álláspontokat. Pašić az általános választójogot és az egyszerű parlamentáris demokráciát hirdette, amelyet Trumbić úgy értelmezett, mint a szerbeknek, a tervezett állam legnépesebb etnikai csoportjának uralmát. Trumbić követeléseire válaszolva Pašić azt mondta, hogy ha a horvátok ragaszkodnak a föderációhoz, a szerb kormány felhagy az egyesülési tervvel, és Nagy-Szerbia létrehozása irányában lép fel.

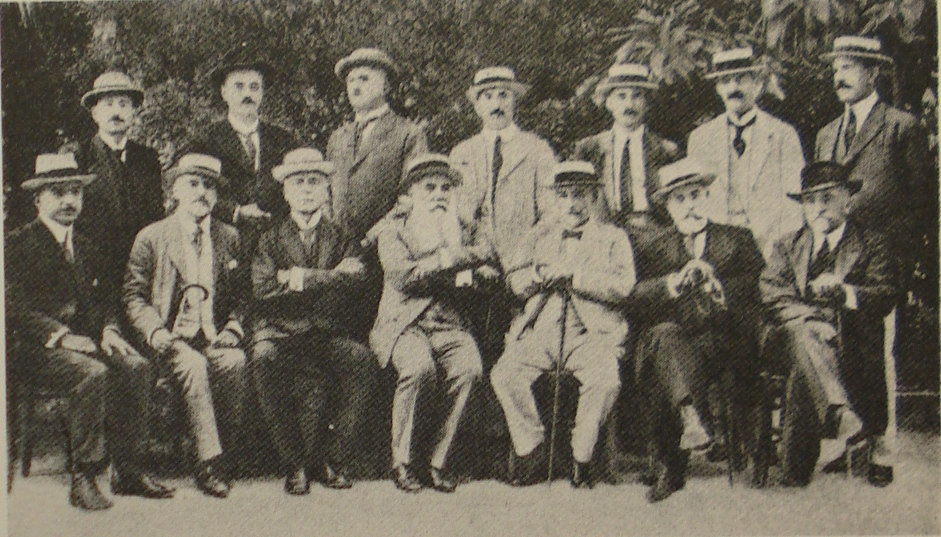
A korfui tárgyalások résztvevői

 A 35 napon át tartó 28 plenáris ülés után nyilvánvalóvá váltak a nézeteltérések és nem született megállapodás a kormányzati rendszerről. Az így létrejött korfui nyilatkozat ezt mellőzte, és a leendő alkotmányozó nemzetgyűlésre bízta, hogy meghatározatlan minősített többséggel – azaz nem egyszerű többséggel – döntsön, mielőtt a szerb király jóváhagyná azt. Dejan Medaković történész szerint Trumbić azt állította, hogy azért kellett aláírnia a nyilatkozatot, mert az volt egyetlen módja annak, hogy népe a háborúban a győztes oldalán álljon.
A nyilatkozat kimondta, hogy a szerbek, horvátok és szlovének egy „háromnevű” nép, és az új egységes államban, amely parlamentáris, alkotmányos monarchiaként szerveződik, a Karađorđević-dinasztia fog uralkodni. Végül a nyilatkozat kimondta, hogy az új kormány tiszteletben tartja a „vallás és nyelv” egyenlőségét, a szavazati jogokat és így tovább. Trumbić javasolta az új állam ideiglenes kormányának felállítását, de Pašić ezt elutasította, nehogy aláássák azt a diplomáciai előnyt, amelyet Szerbia az egyesülési folyamatban elismert államként élvez.

## Utóhatása
A korfui nyilatkozat lényegében egy olyan politikai kiáltvány volt, amelyet a szerb kormány az alkotmány elfogadásához szükséges minősített többség tekintetében figyelmen kívül hagyott, de támaszkodott rá, amikor rendelkezései egybeestek a szerb érdekekkel. A nyilatkozat a Jugoszláv Bizottság és a Pašić-kormány kompromisszuma volt. A „törzsi” nevek, a három zászló és vallás, valamint a két ábécé elismerése miatt Délszláv Magna Carta néven is emlegették. A nyilatkozat ugyanakkor a monarchiáról és a konkrét uralkodó dinasztiáról szóló döntéssel korlátozta a leendő alkotmányozó nemzetgyűlés hatáskörét. Miután a szerbek tiltakoztak a „Jugoszlávia” elnevezéssel szemben, mint a „Szerbia” név eltörlésére hivatott nyugati találmánnyal szemben, döntött a leendő állam, a Szerb–Horvát–Szlovén Királyság névről is.
Mivel a Jugoszláv Bizottság nagy része Pašić oldalán állt a kérdésben, Trumbić nagyrészt elszigetelődött a Pašić által támogatott centralizmussal szemben. Míg Trumbić ragaszkodott ahhoz, hogy a belügyeket, az oktatást, az igazságszolgáltatást és a gazdaságot (kivéve a vámot, a valutát, a hitelezést és az állami vagyon kezelését) a szövetségi egységekre bízzák, és a döntések konszenzussal való meghozatala érdekében vétójogot kért a „törzsek” számára az Alkotmányozó Nemzetgyűlésben, Pašić elutasította az elképzeléseket. Pašić támogatta bizonyos fokú autonómia megadását a helyi önkormányzatoknak, de az új közigazgatási egységek létrehozatala érdekében a történelmi közigazgatási egységek eltörlését szorgalmazta. Pašić a másik fél tudtára adta, hogy a horvát föderalisták csak Zágrábban és közvetlen környezetében, valamint nagyrészt Olaszország nyomására az adriai szigeteken gyakorolhatnak némi befolyást. A nyilatkozat a legtöbb ilyen kérdést elkerülte, de hivatkozott a „megyékre és más közigazgatási egységekre”. Ezt később a történelmi közigazgatási egységek történelmi jogaival való szakításként értelmezték. Hasonlóképpen, a horvát Szábor nem kapott szerepet a nyilatkozatban. A korfui nyilatkozat nem tartalmazta a nemzeti jogok intézményi biztosítékait. Ivo Banac – történész és politikus – szerint a Jugoszláv Bizottság úgy döntött, hogy nem ragaszkodik ezekhez a dolgokhoz, mivel inkább az olasz fenyegetés foglalkoztatta. Olaszországban a nyilatkozatot olaszellenesként mutatták be, amelynek célja Olaszország elszakítása szövetségeseitől és a háborús erőfeszítésekhez való olasz hozzájárulás csökkentése. Ezt a nézetet kifejezetten a Fasci d'Azione Rivoluzionaria (Forradalmi Akciószövetség) vezetője, Benito Mussolini hirdette. A nacionalisták a londoni egyezmény (Fiume Olaszországhoz való csatolásával) tisztességes területi kompromisszumként való bemutatásával igyekeztek kihasználni az Adria-kérdéssel kapcsolatos nacionalista álláspontokkal való azonosulást, amelyet a Jugoszláv Bizottság imperialista gondolkodásmódja fenyegetett.

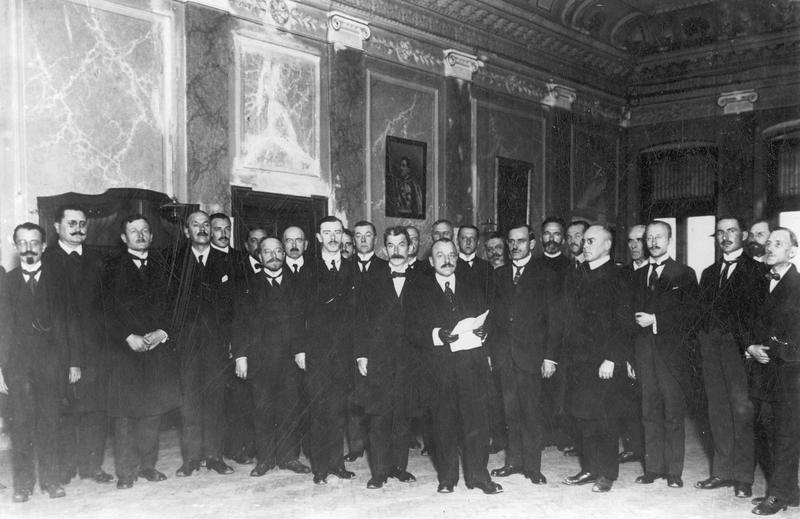
A Nemzeti Tanács Sándor régensherceghez küldött küldöttsége

A nemzetközi támogatás csak 1917-ben kezdett fokozatosan eltávolodni Ausztria-Magyarország megtartásától. Abban az évben Oroszország tárgyalásokat kezdeményezett az orosz forradalmat követő béke érdekében, míg az Egyesült Államok, amelynek elnöke, Woodrow Wilson az önrendelkezés elvét hirdette, belépett a háborúba. Ennek ellenére Wilson a tizennégy pontos beszédében csak autonómiát ígért Ausztria-Magyarország népeinek. A kettős monarchia megőrzésének gondolatával a breszt-litovszki békeszerződés 1918. márciusi aláírása előtt sem hagytak fel, de akkorra a szövetségesek már meggyőződtek arról, hogy a monarchia nem tud ellenállni a kommunista forradalomnak. Ausztria-Magyarország felbomlása során a szerb kormány és ellenzék, a Jugoszláv Bizottság, valamint az újonnan kikiáltott 
Szlovének, Horvátok és Szerbek Állama Nemzeti Tanácsának képviselői az egykori Habsburg-területekről újabb tárgyalási fordulót folytattak Genfben. Az 1918. november 6–9-iki konferencián a Jugoszláv Bizottság és a Nemzeti Tanács rávette Pašićot, hogy írja alá a genfi nyilatkozatot, amely lemond a leendő unió unitarista koncepciójáról. A szerb kormány azonban gyorsan megtagadta a nyilatkozat aláírását. Az olasz fegyveres betörés körülményeitől sújtva a Nemzeti Tanács utasítást adott Sándor szerb régenshez tartó küldöttségének, hogy ajánlja fel az egyesülés kinyilvánítását. Az utasítások a korfui nyilatkozat és a Nemzeti Tanács föderalista elképzelései alapján készültek. A delegáció azonban figyelmen kívül hagyta az utasításokat, és Sándornak a korfui nyilatkozat alapján a föderalista kormányzati rendszer helyett a lojalitást juttatta kifejezésére. December 1-jén Sándor régens herceg korlátozások nélkül elfogadta az egyesítés kinyilvánítására tett ajánlatot.

## Fordítás
Ez a szócikk részben vagy egészben  a   Corfu Declaration című angol Wikipédia-szócikk ezen változatának fordításán alapul.  Az eredeti cikk szerkesztőit annak laptörténete sorolja fel. Ez a jelzés csupán a megfogalmazás eredetét és a szerzői jogokat jelzi, nem szolgál a cikkben szereplő információk forrásmegjelöléseként.